# Home Ain't Where His Heart Is (Anymore)
Home Ain't Where His Heart Is (Anymore) è un singolo della cantante canadese Shania Twain, pubblicato nel 1996 ed estratto dall'album The Woman in Me.

## Tracce
- 7"

1. Home Ain't Where His Heart Is (Anymore)
2. Whose Bed Have Your Boots Been Under?

## Video
Il videoclip della canzone è stato diretto da Steven Goldmann e girato a Montréal.